# 老鼠愛上貓
《老鼠愛上貓》是一部2003年春節上映的香港古裝贺岁喜劇片，由陳嘉上執導，刘伟强监制，劉德華、張柏芝和黄秋生主演，取材自《七俠五義》，讲述北宋年間開封府的俠義与爱情故事。影片在河北涿洲市的涿洲影视基地拍摄。

## 剧情
北宋宋真宗在位这几年国泰民安、天下太平，包拯执掌下的开封府长期无人告状，令包拯和展昭等人都很空闲。有日香婆婆击鼓要求展护卫用其巨阙剑割破发霉难闻的牛皮，在包大人的要求下，展昭只得照办。包大人还放假让展昭到江湖上去闯荡一番，展昭看到欺压百姓的庞太师之子庞煜被“五鼠”之一、女扮男装的白玉堂教训。夜晚展昭跟踪白玉堂进入庞太师府邸查到庞太师与其子欲加谋害包大人和展昭等人的杀人报价单，展昭将他从太师府里窃取到的银两交给白玉堂去赈济灾民。
包大人带领展昭去皇宫求见皇上被拦，所幸遇到襄阳王跟着前行终于见到皇上，包大人说出太师想要谋害包大人和展昭等人并拿出报价单给皇上看，由于皇上很怕皇后，而皇后正是太师之女的缘故，使太师用谎言轻易躲过一劫。皇后要展昭当众表演剑术，展昭的精彩表演使得皇上封赐展昭为“御猫”和四品带刀侍卫。展昭看中襄阳王之妹月华的湛庐宝剑，月华主动提出要与其交换宝剑，湛庐剑实则是她的定情之物，因为她喜欢上了展昭。
在陷空岛居住的五鼠不满展昭被封为“御猫”，锦毛鼠白玉堂于是独闯开封府偷走了“三宝”。展昭为夺回三宝去找白玉堂，并凭借其好身手战胜对方拿回三宝。一名郭姓太监被杀，在皇宫墙上留有白玉堂所写的挑衅大字（有人栽赃陷害），于是朝廷发出通缉令。四鼠大闹东京被捉，而白玉堂从襄王爷府邸偷走了原本属于展昭的巨阙剑。展昭在月华的陪同下去陷空岛找白玉堂，准备造反正在笼络人才的招贤阁的人物病太岁去邀白玉堂入伙被白拒绝，白玉堂还释放了因中迷药而被俘的展昭和月华。白玉堂随展昭进京面圣，终于露出女子真容的白玉堂被皇上封为四品带刀侍卫，而展昭则晋升为二品带刀侍卫；皇上还赏赐展昭与月华在大年初一完婚，而谋划已久的襄王爷则准备在婚礼之日举兵造反。然而展昭与白玉堂之间已经有了喜欢对方的情愫，这被月华看在眼里。
婚礼之日，混入王爷府的常七胆去找白玉堂告知王爷预谋在婚宴上造反之事，白玉堂骑马去找包大人和展昭，然而众人都不相信她的话，气急之下她离开独闯巢穴去找大逆盟书（造反的铁证）。在婚宴上王爷公开造反并用药酒迷倒皇上和众高官，不料四鼠用“千杯不倒”救了大家。听命王爷的造反士兵包围众人，展昭以一抵百并等来白玉堂派来的援兵相助击败了王爷人马。之后展昭去帮身陷机关包围的白玉堂取得盟书，然而两人也被机关所困。后来包大人带人前来救出二人，月华也看到相拥中的展昭和白玉堂。
皇上看到大逆盟书上有几百位官员的签名，知道自己以前有不少做的不对的地方，最终他并没有处死王爷而是将其贬为庶民，此外皇上还痛斥太师是个大贪官并告诫百官要清廉从政，硬起来的皇上从此也不再对大手花钱的皇后唯命是从。白玉堂请求离开去浪迹天涯，不过很快展昭追来找她，原来月华看出展昭和白玉堂相爱已深，已请求皇上解除了她和展昭之间的婚约。

## 角色
| 演員   | 角色                             |
| 劉德華 | 展昭                             |
| 張柏芝 | 錦毛鼠白玉堂（五鼠）             |
| 黃秋生 | 包拯                             |
| 郭冬臨 | 襄陽王（配音：盧雄），皇上兄弟   |
| 李冰冰 | 月華，襄阳王之義妹               |
| 吳越   | 龐煜，庞太师之子                 |
| 張達明 | 宋真宗                           |
| 馬千珊 | 皇后（配音：陳凱婷），庞太师之女 |
| 謝加起 | 盧方（大鼠）                     |
| 杜汶澤 | 韓彰（二鼠）                     |
| 林子聰 | 徐慶（三鼠）                     |
| 張豪龍 | 蔣平（四鼠）                     |
| 黃一飛 | 常七膽                           |
| 苗海忠 | 公孫策（配音：張炳強）           |
| 馬子俊 | 龐太師（配音：盧雄）             |
| 張頴康 | 張龍                             |
| 崔林   | 趙虎                             |
| 聞洋   | 王朝                             |
| 高磊   | 馬漢                             |
| 馬可   | 常喜                             |
| 張立   | 病太歲，襄阳王手下               |
| 趙柯   | 八八                             |

## 歌曲
翻唱《93版电视剧》的主题曲《包青天》
- 杨秉忠、詹森雄作曲
- 孙仪填词
- 刘德华演唱